# دسمنتوس
دِسْمَنْتُوس هو جنس من النباتات المزهرة من الفصيلة البقولية . الاسم العلمي يعني حزمة زهر. يحتوي على حوالي 24 نوعًا من الأعشاب والشجيرات التي توصف أحيانًا بأنها نباتية ولها أوراق ثنائية الطور. يرتبط الدسمنتوس ارتباطًا وثيقًا باللوسينيا وفي المظهر يشبه Neptunia. مثل المستحية ونبتون ، تطوي أنواع الدسمنتوس أوراقها في المساء. مهدها المكسيك وأمريكا الشمالية والوسطى والجنوبية . حبوب الحمير هو اسم شائع آخر نشأ في أمريكا الوسطى ، حيث تحظى أنواع الدسمنتوس بتقدير كبير فهي علف لحيوانات الجر المنزلية.